# Arboretum national des Barres
El Arboreto nacional de las Barres (en francés : Arboretum national des Barres), es un parque que alberga un arboreto de 35 hectáreas de extensión, que se encuentra en Nogent-sur-Vernisson, Francia. 
Está catalogado como « Jardin Remarquable» ( jardín notable ) en el 2003.

## Localización
Arboretum national des Barres Le Domaine des Barres Nogent-sur-Vernisson, Département Loiret, Centre-Val de Loire, France-Francia. 
Planos y vistas satelitales, 47°50′10″N 2°45′26″E / 47.83611, 2.75722
Está abierto al público a diario excepto los viernes, en los meses cálidos del año, se cobra una tarifa de entrada. 

## Historia
En 1815, Philippe André de Vilmorin funda Vilmorin-Andrieux & Cía., que luego se convertiría en una de las mayores proveedoras de plantas del mundo. 
En 1821 compró una propiedad de caza, "Le Domaine des Barres" (283 hectáreas) que perteneció a Luis XIV, en Verrières-le-Buisson, periferia de París, donde desarrolló el Arboretum Vilmorin para sus estudios en silvicultura.
En ese momento estaba casi totalmente sin árboles, pero Vilmorin plantó el extenso bosque de hoy, principalmente de Pinus sylvestris, P. laricio, y P. pinaster, además de robles americanos.
Una parte de ese predio será en 1873 el "Arboretum national des Barres". Vilmorin fallece allí, el 21 de marzo de 1862.
En 1866 sus herederos vendieron 67 hectáreas a la nación, en la que se estableció una escuela forestal, y en 1873 Constant Gouet, el primer director del arboretum, comenzó la colección geográfica en 3 hectáreas.
La familia Vilmorin siguió participando activamente, sobre todo Maurice de Vilmorin, cuya colección de arbustos fue donada al estado después de su muerte en 1921. 
El director Léon Pardé expandió enormemente el arboreto entre 1919-1934, principalmente por la adición de especímenes del Extremo Oriente. 
Las colecciones sistemáticas y una colección ornamental se iniciaron en 1894 y 1941 respectivamente. 
El arboreto se abrió al público en 1984 y en 2003 fue designado por "Ministerio de Cultura de Francia"  como un « Jardin Remarquable ».

## Colecciones botánicas
Actualmente el arboreto contiene alrededor de 8.000 ejemplares que representan 2700 especies y variedades; se describe a sí misma como una de las colecciones más completas de Europa y uno de los diez mejores arboretos en el mundo. 
Sus extensas colecciones incluyen roble s (109 especies), Crataegus (92), arces (85), piceas (57), pinos (54), y abetos (44). 
Las principales secciones del arboreto son los siguientes:
- Colecciones Geográficas (establecidas en 1873) - árboles agrupados por lugar de origen. La colección euroamericana tiene los ejemplares más antiguos y grandes, incluyendo Sequoias y Thuja; la colección de Asia es notable por su arces.

- Colecciones Sistemáticas (establecidas en 1894) - árboles y arbustos agrupados por la clasificación botánica. Incluye azalea, davidia, magnolia, wisteria, etc.

- Colección ornamental (establecido en 1941) - plantas ornamentales, incluyendo retorcidas hayas, cedros llorones y secuoyas, y variedades de enebro rastreras.

Detalles
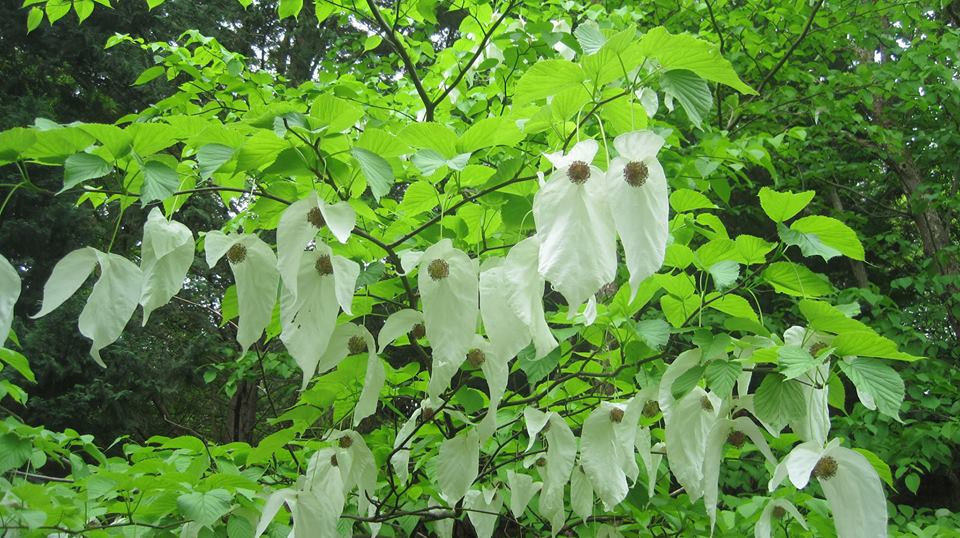
Davidia involucrata
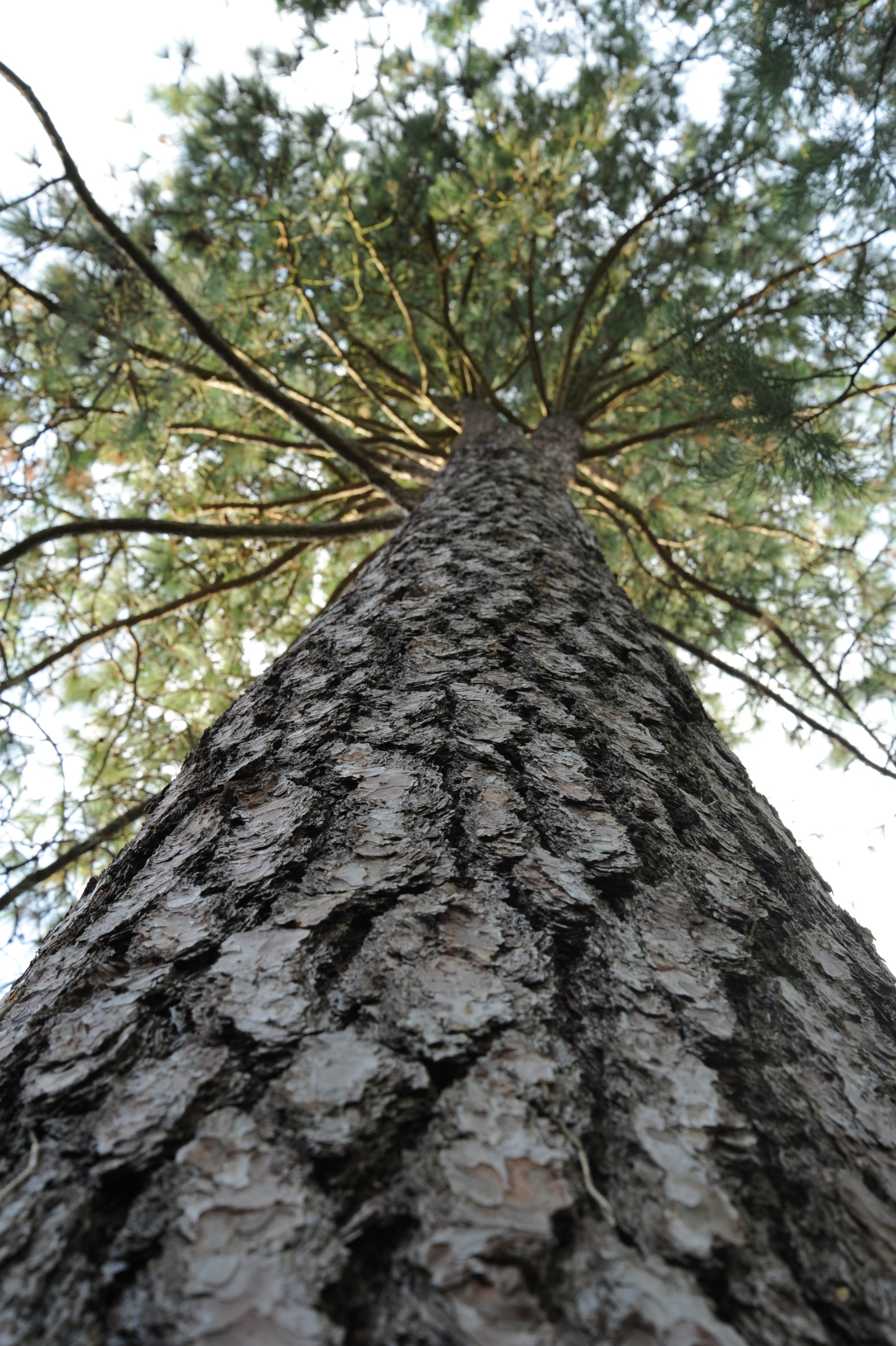
Tronco de conífera.
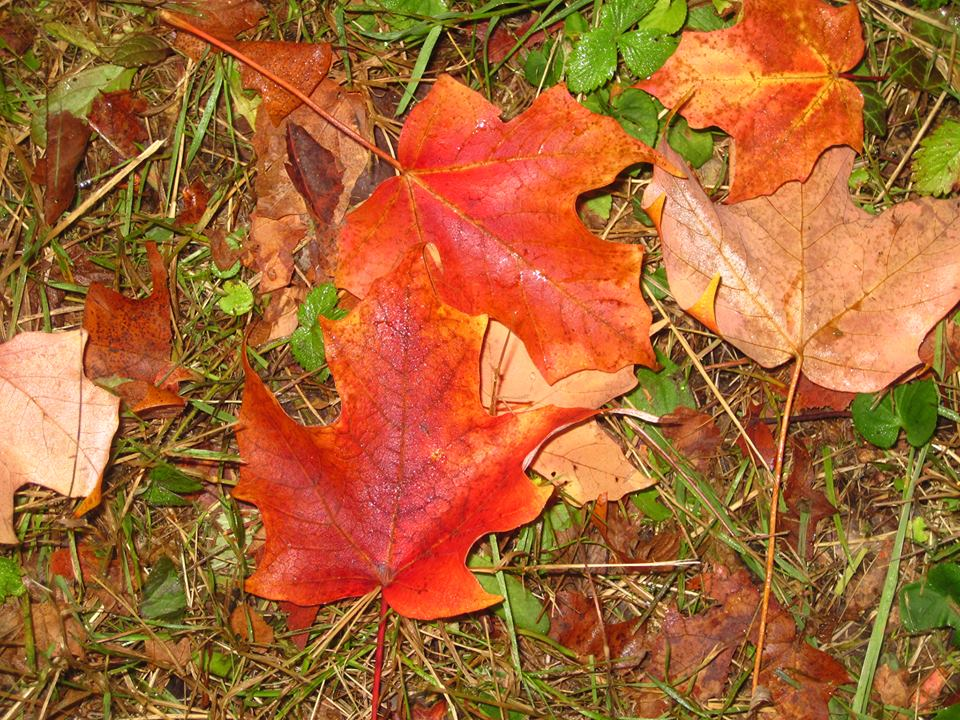
Hojas de otoño.